# Robin Welsh
Robin Welsh (Edimburgo, 20 ottobre 1869 – Edimburgo, 21 ottobre 1934) è stato un giocatore di curling britannico.

## Biografia
Inizialmente giocatore di rugby, partecipò all'età di 54 anni ai I Giochi olimpici invernali edizione disputata a Chamonix (Francia) nel 1924, riuscendo a vincere una medaglia d'oro nella squadra britannica con i connazionali Laurence Jackson, Thomas Murray, William K. Jackson, John T. S. Robertson-Aikman, John McLeod, William Brown e D. G. Astley.
Nell'edizione l'argento andò agli svedesi, il bronzo alla Francia.